# Théorie de la musique occidentale
La théorie de la musique occidentale est une branche de la musicologie qui a pour objet la description du fonctionnement de la musique occidentale, ainsi que du système de notation qui lui est associé. Elle étudie en particulier la musique tonale et le système tonal, qui correspond à une période allant de la fin de la Renaissance au début du XXe siècle, mais elle envisage aussi les origines au Moyen Âge, ainsi que les développements qui accompagnent la dissolution de la tonalité au XXe siècle et au XXIe siècle : à ce titre, elle traite par exemple de musique sérielle, de jazz, de musiques populaires, etc.

## Caractéristiques

### Rythme
Comparé à d'autres systèmes musicaux, le système rythmique de la musique occidentale peut paraître singulièrement pauvre : durées proportionnelles des sons et des silences, égalité des temps, des parties de temps et des mesures, etc. Ce principe de proportionnalité rythmique a été rendu nécessaire, dès le Moyen Âge, par la polyphonie : il était indispensable que les voix puissent se coordonner rythmiquement entre elles. Dans d'autres musiques, cette nécessité est moindre : dans l'hétérophonie en particulier, où les voix peuvent être légèrement décalées, la proportion exacte des rythmes n'est pas nécessaire.

### Mélodie
Le système mélodique n'a cessé d'aller vers une simplification toujours plus prononcée : au XVIIIe siècle, l'échelle chromatique au tempérament égal, composée de 12 demi-tons égaux et de 12 degrés, a fini par se généraliser et supplanter les échelles et gammes héritées des modes médiévaux, et au-delà, du système musical de la Grèce antique. 

### Harmonie
Le système harmonique constitue l'une des principales particularités de la musique occidentale. Le mot « harmonie » ici, doit être entendu au sens large, incluant aussi bien le contrepoint — système exclusivement employé du XIIe au XVIe siècle — que l'harmonie classique — système qui lui a progressivement succédé à partir du XVIIIe siècle. Ce système harmonique régit la simultanéité délibérée des sons, et met en œuvre les notions de consonance et de dissonance. Contrepoint aussi bien qu'harmonie tonale exigent une planification : s'il est toujours possible d'improviser rythmiquement ou mélodiquement, en revanche, aussitôt qu'émerge une pensée harmonique, on ne peut éviter de recourir à la partition. Par ailleurs, ce système harmonique n'est viable qu'au prix de la simplification des systèmes rythmique et mélodique. 

### Notation
Le solfège est le système de notation né des exigences de la polyphonie médiévale aux alentours du XIe siècle. Il affirme la notion de « musique composée » par opposition à la « musique improvisée ». Le plus souvent, la musique occidentale met en jeu un compositeur, une partition et un interprète. Les moments d'improvisation sont rigoureusement délimités et règlementés par la tradition — cadences, préludes, récitatifs.

### Lectures additionnelles
- Guido Adler, "Umfang, Methode und Ziel der Musikwissenschaft", Vierteljahrsschrift für Musikwissenschaft 1 (1885), p. 5-20.
- Kofi Agawu, Music as Discourse. Semiotic Adventures in Romantic Music, Oxford Studies in Music Theory, Oxford University Press, 2009.
- Eytan Agmon, The Languages of Western Tonality, Berlin, Springer, 2013.
- James M. Baker e.a. (éd.) Music Theory in Concept and Practice, University of Rochester Press, 1997.
- Bruce Benward & Marilyn Saker, Music in Theory and Practice, Boston, etc., McGraw-Hill, 8e éd., 2009.
- Wallace Berry, Structural Functions in Music, New York, Dover, 1987.
- Jacques Chailley, 40 000 ans de musique. L'homme à la découverte de la musique, Paris, L'Harmattan, 2000.
- Thomas Christensen (éd.), The Cambridge History of Western Music Theory, Cambridge University Press, 2008.
- Martin Clayton e.a. (éd.), Cultural Study of Music. A Critical Introduction, New York, London, Routledge, 2001.
- Annie Cœurdevey, Histoire du langage musical, Paris, PUF, 1998.
- Carl Dahlhaus, Die Musiktheorie im 18. und 19. Jahrhundert: Grundzuge einer Systematik, Darmstadt, Wissenschaftliche Buchgesellschaft, 1984.
- Carl Dahlhaus, Studies on the Origin of Harmonic Tonality, trad. R. Gjerdingen, Princeton University Press, 1990.
- Lydia Goehr, The Imaginary Museum of Musical Works, Oxford, Clarendon Press, 1992.
- James Hepokoski & Warren Darcy, Sonata Theory, Oxford University Press, 2006.
- Paul Hindemith, Unterweisung im Tonsatz, 2 vols., 2e éd., Mayence, Schott, 1940.
- Ludwig Holtmeier, "From 'Musiktheorie' to 'Tonsatz': National Socialism and German Music Theory after 1945", Music Analysis 23/2-3 (2004), p. 245-266.
- Joseph Kerman, Contemplating Music. Challenges to Musicology, Harvard University Press, 1985.
- Carol L. Krumhansl & Lola L. Cuddy, "A Theory of Tonal Hierarchies in Music", Chapitre 3 dans M.R. Jones et al. (éd.), Music Perception, Springer, 2010, p. 51-86.
- Steven G. Laitz, The Complete Musician. An Integrated Approach to Music Theory, Analysis, and Listening, Oxford University Press, 2008.
- J. B. Logier, System der Musik-Wissenschaft, Berlin, Logier, 1827.
- Nicolas Meeùs, "Deux mille cinq cents ans de musicologie systématique", Revue des Traditions Musicales 13 (2019), p. 11-19.
- Leonard B. Meyer, Explaining Music, University of California Press, 1973.
- Georges Perec, Experimental Demonstration of the tomatotopic organization in the soprano  (Cantatrix sopranica L), Paris, La Librairie du XXe siècle, 1991.
- Hugo Riemann, Geschichte der Musiktheorie im IX.-XIX. Jahrhundert, Leipzig, Hesse, 1898.
- Alexander Rehding & Steven Rings (éd.), The Oxford Handbook of Critical Concepts in Music Theory, Oxford University Press, 2019.
- Jan Philipp Sprick, "Kann Musiktheorie 'historisch' sein?", ZGMTH Sonderausgabe, Musiktheorie | Musikwissenschaft. Geschichte - Methoden – Perspektiven, Hildesheim, Olms, 2010, p. 145–164.
- David Temperley, "The Question of Purpose in Music Theory: Description, Suggestion, and Explanation", Current Musicology 66 (2001), p. 66-85.
- Dariusz Terefenko, Jazz Theory. From Basic to Advanced Study, New York, London, Routledge, 2014.
- Peter Westergaard, An Introduction to Tonal Theory, New York, Norton, 1975.
- Lawrence M. Zbikowski, Conceptualizing Music: Cognitive Structure, Theory, and Analysis, Oxford University Press, 2002.